# Serres (Pyrénées-Atlantiques)
Pour les articles homonymes, voir Serres.
Serres est une ancienne commune française du département des Pyrénées-Atlantiques. La commune a été supprimée en 1845 ; son territoire a alors été partagé entre les communes d'Ascain et Saint-Jean-de-Luz.

## Géographie
Serres se situait sur les actuels territoires d'Ascain, Saint-Pée-sur-Nivelle et Saint-Jean-de-Luz, dans la province basque du Labourd.

## Toponymie

### Attestations anciennes
Le toponyme Serres apparaît sous les formes 
Villa quœ dicitur Asseres (vers 1140, cartulaire de Bayonne, feuillet 8) et 
Sanctus-Jacobus de Serres (1691, collations du diocèse de Bayonne).

### Graphie basque
Son nom basque actuel est Serres.

### Étymologie
Provenant d'un terme pré-indo-européen serre / serra « montagne allongée  », pluriel de l'occitan serra « crête de montagne , colline , bord de plateau ».

## Histoire
Le 12 juillet 1792, l'église de Serres devient succursale de la paroisse de Saint-Pée-sur-Nivelle.
Le 19 juillet 1845 la commune de Serres est supprimée et son territoire est partagé entre les communes de Saint-Jean-de-Luz  et d'Ascain.

## Démographie
| 1793 | 1800 | 1806 | 1821 | 1831 | 1836 |
| ---- | ---- | ---- | ---- | ---- | ---- |
| 87   | 87   | 94   | 77   | 132  | 134  |

## Pour approfondir